# Napoli Piazza Garibaldi
Napoli Piazza Garibaldi (wł: Stazione di Napoli Piazza Garibaldi) – stacja kolejowa w Neapolu, w regionie Kampania, we Włoszech. Znajdują się tutaj dwa perony. Stacja położona jest na Piazza Garibaldi, w pobliżu stacji Napoli Centrale. Na Napoli Piazza Garibaldi zatrzymują się również pociągi linii 2 metra w Neapolu.   